# فيليب جودو
فيليب جودو (بالفرنسية: Philippe Godeau) (و. القرن 20  م) هو منتج أفلام، ومخرج أفلام، وكاتب سيناريو فرنسي.

## وصلات خارجية
- فيليب جودو على موقع IMDb (الإنجليزية)
- فيليب جودو على موقع ألو سيني (الفرنسية)
- فيليب جودو على موقع أول موفي (الإنجليزية)
- فيليب جودو على موقع قاعدة بيانات الأفلام السويدية (السويدية)
- فيليب جودو على موقع قاعدة بيانات الفيلم (الإنجليزية)
- فيليب جودو على موقع كينوبويسك (الروسية)